# FCルルド
フットボール・クラブ・ルルデXV（仏: Football Club Lourdais XV）は、フランスのオート＝ピレネー県ルルドに本拠地を置くラグビーユニオンクラブである。スタジアムはスタッド・アントワーヌ＝ベゲール。フェデラル2（6部）に所属。通称はFCルルド（FC Lourdes）。

## 歴史
1911年創設。
1940年代後半から1960年代にかけてフランス選手権で8回の優勝を収めた。

## タイトル

### 国内タイトル
- フランス選手権（現・トップ14）
  - 優勝 8回（1948, 1952, 1953, 1956, 1957, 1958, 1960, 1968）
  - 準優勝 3回（1945, 1946, 1955）

## 歴代所属選手
- ラウル・ラーソン(ナミビア代表)